# Ptesimopsia lucifuga
Ptesimopsia lucifuga is een keversoort uit de familie kniptorren (Elateridae). De wetenschappelijke naam van de soort is voor het eerst geldig gepubliceerd in 1839 door Curtis.